# 夏目琢史
夏目 琢史（なつめ たくみ、1985年 - ）は、日本の歴史学者。国士舘大学文学部史学地理学科准教授。日本近世史が専門。

## 略歴
静岡県引佐郡引佐町（現浜松市浜名区引佐町）生まれ。中学時代から地元井伊谷の龍潭寺を訪れるなどして井伊直虎に関心を持ち、大学では近世村落史を専攻。
2008年東京学芸大学教育学部国際理解教育課程日本研究専攻卒業。2010年一橋大学大学院社会学研究科修士課程修了、2014年一橋大学大学院社会学研究科総合社会科学専攻歴史社会研究分野（社会史日本）博士後期課程修了。渡辺尚志、若尾政希、石居人也、高柳友彦の審査で論文「近世における個人と社会との関係 遠州における地方寺院と神職を中心として」により一橋大学より博士（社会学）の学位を取得。
公益財団法人德陽シティ銀行研究員、日本学術振興会特別研究員、足立区立郷土博物館専門員、早稲田大学エクステンションセンター講師等を経て、2014年8月一橋大学附属図書館助教・研究開発室室員。2017年4月から国士舘大学文学部史学地理学科専任講師。2020年4月から国士舘大学文学部史学地理学科准教授、国士舘大学大学院 人文科学研究科 人文科学専攻（博士課程）准教授。
2016年には引佐町の東光院で井伊直虎の寄進に関する史料を発見。2017年のNHK大河ドラマ『おんな城主 直虎』では資料提供者として制作に携わる。公益財団法人德川記念財団特別研究員、井の国歴史懇話会顧問等も務める。

## 著書
- 『平泉澄と網野善彦』(同成社、2008年)
- 『アジールの日本史』（同成社､ 2009年）
- 『近世の地方寺院と地域社会: 遠州井伊谷龍潭寺を中心に』（同成社、2015年）
- 『文明・自然・アジール 女領主井伊直虎と遠江の歴史』（同成社、2016年）
- 『井伊直虎 女領主・山の民・悪党』（講談社現代新書 ､2016年）
- 『「名著」から読み解く日本社会史』（ミネルヴァ書房、2018年）